# Цаддах, Густав
Эрнст Густав Цаддах (нем. Ernst Gustav Zaddach; 1817—1881) — немецкий зоолог и геолог.

## Биография
Изучал естественные науки с 1836 по 1838 год в городе Берлине под руководством Эренберга и Иоганнеса Мюллера; с 1838 по 1841 год работал в Бонне под руководством Тревирануса и Гольдфуса и за диссертацию «De Apodis cancriformis Schaeffer, anatome et historia evolutionis» (Бонн, 1841) удостоен докторской степени. 
В 1841 году поступил преподавателем естественных наук в Кёнигсбергскую гимназию, а в 1844 году начал читать лекции по зоологии при университете.
В 1853 году назначен экстраординарным, а в 1863 году ординарным профессором зоологии и анатомии при Кёнигсбергском университете.
Научные исследования Цаддаха касаются преимущественно естественной истории членистоногих; он впервые описал кровообращение у низших ракообразных, дал ценное описание развития ручейников и систематически обработал семейство пилильщиков. Но и в области геологии Цаддах написал несколько выдающихся работ, посвящённых вопросу о нахождении янтарных отложений на берегу Балтийского моря.

## Избранная библиография
- «Synopsis crustaceorum prussicorum prodromus» (Регенсб., 1884);
- «Untersuchung über die Entwickelung und den Bau der Gliederthiere. I. Die Entwicklung des Phryganideneies» (Б., 1854);
- «Beschreibung neuer oder wenig bekannter Blattwespen (Tenthredinidae) a. d. Gebiete der preussischen Fauna» (Кенигсберг, 1859);
- «Ueber die Bernstein- und Braunkohlenlager des Samlandes» («Schrift. phys.-oek. Ges. Mecklenb.», 1860);
- «Das Tertiärgebirge des Samlandes» (1868);
- «Beobachtungen über das Vorkommen des Bernsteins und die Ausdehnung des Tertiärgebirges in Westpreussen und Pommern».